# Bronisław Ostaszewski

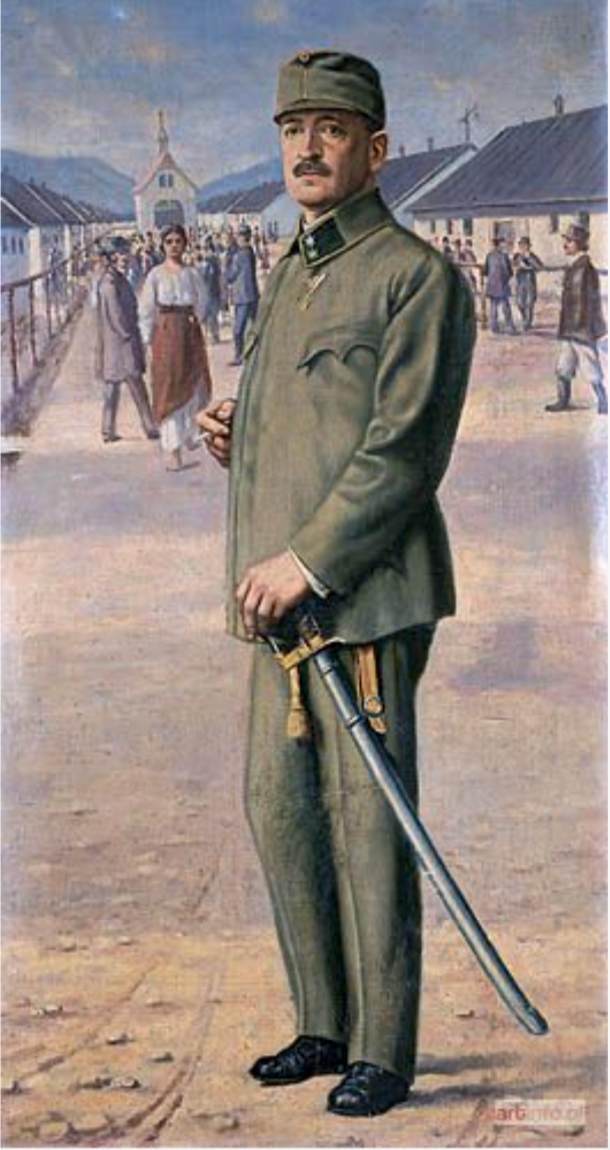
Bronisław Ostaszewski w mundurze nadporucznika piechoty (Oberleutnant der Infanterie) c. k. armii

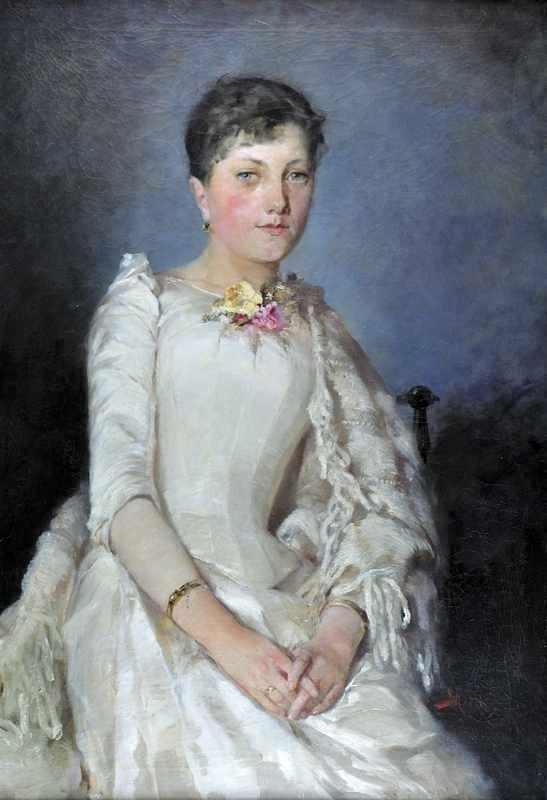
Janina Ostaszewska

Bronisław Ostaszewski (ur. 13 sierpnia 1867 w Jeziernej, zm. 1 listopada 1932 we Lwowie) – polski adwokat, doktor prawa, major Wojska Polskiego, inicjator i twórca Związku Oficerów Rezerwy Ziem Południowo-Wschodnich we Lwowie.

## Życiorys
Urodził się jako syn Kajetana Ostaszewskiego i Domiceli Barańskiej. Na chrzcie dostał imiona Bronisław Józef Marian. Po ukończeniu studiów we Lwowie otworzył w 1898 kancelarię adwokacką we Lwowie, przy ul. Teatralnej 5.
Na stopień porucznika został mianowany ze starszeństwem z 1 stycznia 1892 w korpusie oficerów rezerwy piechoty. Posiadał przydział w rezerwie do Galicyjskiego Pułku Piechoty Nr 45 w Przemyślu. W 1900 został przeniesiony do cesarsko-królewskiej Obrony Krajowej i przydzielony do 19 Pułku Piechoty Obrony Krajowej we Lwowie. W czasie I wojny światowej był nadporucznikiem c. i k. Pułku Piechoty Nr 56.
Podczas obrony Lwowa w trakcie wojny polsko-ukraińskiej w stopniu kapitana był komendantem dzielnicy IV Miejskiej Straży Obywatelskiej we Lwowie. 8 stycznia 1924 został zatwierdzony w stopniu majora ze starszeństwem z 1 czerwca 1919 i 13. lokatą w korpusie oficerów rezerwy piechoty. Posiadał przydział w rezerwie do 40 Pułku Piechoty we Lwowie. W tym samym roku został przeniesiony z rezerwy do pospolitego ruszenia.
Był inicjatorem i twórcą Związku Oficerów Rezerwy Ziem Południowo-Wschodnich we Lwowie i jego prezesem honorowym. Był syndykiem Miejskiej Komunalnej Kasy Oszczędności we Lwowie, członkiem Związku Adwokatów Polskich i licznych towarzystw, m.in. był pierwszym prezesem Polskiego Związku Kręglarskiego z siedzibą we Lwowie.
Zmarł 1 listopada 1932. Został pochowany w grobowcu rodzinnym na Cmentarzu Łyczakowskim we Lwowie. Pozostawił po sobie żonę Janinę z Kunickich Ostaszewską, syna Bronisława i dwie córki: Stefanię i Zofię.
Portret pędzla Stanisława Batowskiego przedstawia go jako nadporucznika 56 pułku piechoty austriackiej w mundurze polowym z roku 1918. Wskazuje na to miękki, leżący kołnierz z niewielkimi patkami w kolorze „stalowej zieleni” przypisanej 56 pułkowi piechoty stacjonującemu w okresie pokoju w Wadowicach. Na piersi widoczny jest złoty medal za waleczność. Spod kurtki widoczne są rapcie od pendentu z zawieszoną na nich austriacką szablą oficera piechoty, z rękojeścią owiniętą oficerskim temblakiem. Ten sam malarz namalował też portret jego żony, Janiny Ostaszewskiej.
Jedyny syn Bronisława i Janiny Ostaszewskich, Bronisław Marian Ostaszewski, urodzony 31 sierpnia 1899 we Lwowie, po złożeniu matury w 1917 w Wyższym Gimnazjum Realnym im. A. Mickiewicza we Lwowie i odbyciu studiów prawniczych oraz uzyskaniu tytułu doktora prawa, był w latach 1926–1927 sekretarzem komitetu redakcyjnego miesięcznika „Przegląd Skarbowy”, następnie radcą ministerialnym w Ministerstwie Skarbu w Warszawie, w 1929 pełnomocnikiem rządu do umowy Rzeczypospolitej Polskiej i Wolnego Miasta Gdańska w sprawie zapobieżenia podwójnemu opodatkowaniu, autorem publikacji na temat prawa skarbowego; w 1938 adwokatem w Warszawie, porucznikiem artylerii rezerwy ze starszeństwem z 1 stycznia 1935.
Jego bratem był Kazimierz Ostaszewski-Barański, dziennikarz, publicysta i pisarz historyczny.

## Odznaczenia
- Złoty Krzyż Zasługi (28 czerwca 1929)[11]
- Medal Waleczności (Austro-Węgry).